# 赖兴巴赫 (图林根州)
赖兴巴赫（德語：Reichenbach，發音：[ˈʁaɪçn̩ˌbax] ⓘ）是德国图林根州萨勒-霍尔茨兰县的市镇，面积4.78平方千米，2023年12月31日人口为850人。